# Cá voi mõm khoằm Andrews
Cá voi mõm khoằm Andrews (danh pháp hai phần:  ) là một loài cá trong họ Ziphidae. Cá voi mõm khoằm Andrews sinh sống ở Nam bán cầu, và phạm vi chính xác là không chắc chắn. Khoảng 35 mẫu vật bị mắc kẹt đã được ghi nhận ở Úc và New Zealand, Macquarie Island, quần đảo Falkland, và Tristan da Cunha. Đó là phạm vi có thể bao hàm sự phân phối quanh vùng Nam Cực. Tuy nhiên, có không nhìn thấy xác nhận để xác nhận điều này.

## Hình ảnh

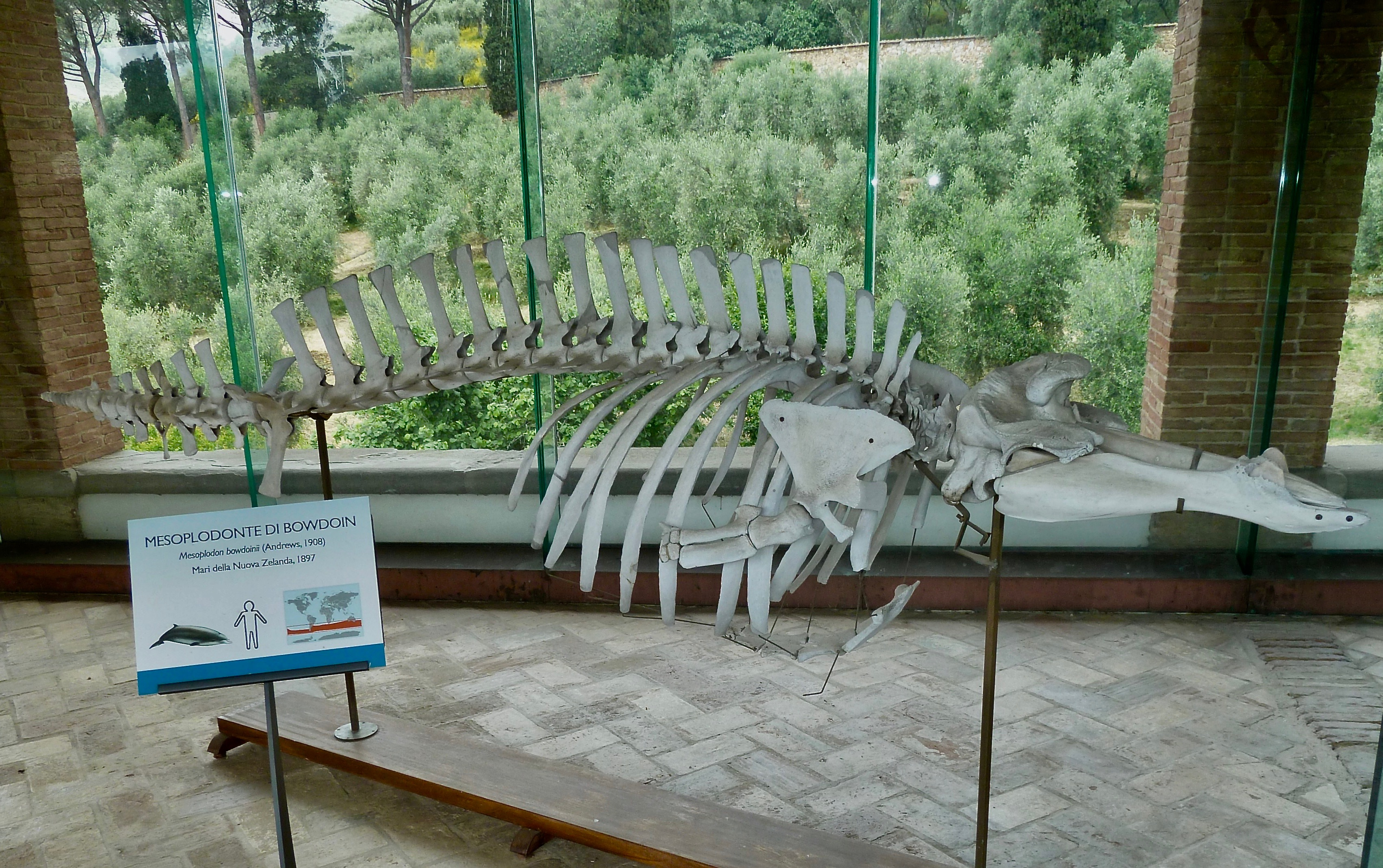